# الجباجب

تعديل مصدري - تعديل

الجباجب هي إحدى حارات حي أنامر أسفل بمدينة إب اليمنية، بلغ تعداد سكانها 2336 نسمة حسب تعداد اليمن لعام 2004.